# D.I.R.T.
D.I.R.T. (Da Incredible Rap Team) è il terzo album del duo hip hop statunitense Heltah Skeltah, pubblicato nel 2008 da Duck Down.
| Recensione | Giudizio |
| ---------- | -------- |
| AllMusic   | positivo |
| HipHopDX   | [ 2 ]    |

## Tracce
1. Intro – 2:37 (musica: D Dot)
2. Everything Is Heltah Skeltah – 3:03 (musica: Illmind)
3. The Art of Disrespekinazation – 3:54 (musica: Khrysis)
4. Da Beginning of da End – 3:27 (musica: 10 for the Triad)
5. Twinz – 3:16 (musica: Soul Theory)
6. D.I.R.T. (Another Boot Camp Clik Yeah Song) – 3:52 (musica: Khrysis)
7. So Damn Tuff (feat. Buckshot & Ruste Juxx) – 4:07 (musica: Illmind)
8. Insane – 4:24 (musica: Marco Polo)
9. W.M.D. (feat. Smif-N-Wessun) – 3:15 (musica: M-Phazes)
10. That's Incredible – 4:12 (musica: Double Up)
11. Ape Food (feat. The Representativz) – 3:23 (musica: Stu Bangas)
12. Hellz Kitchen – 4:09 (musica: Evidence)
13. Smack Muzik (feat. Flood) – 3:09 (musica: SIC Beats)
14. Ruck N Roll – 3:54 (musica: Stu Bangas)

## Classifiche settimanali
| Classifica (2008)         | Posizione massima |
| ------------------------- | ----------------- |
| Stati Uniti               | 122               |
| US Independent Albums     | 21                |
| US Top Rap Albums         | 18                |
| US Top R&B/Hip-Hop Albums | 35                |